# Zionistische Vereinigung für Deutschland

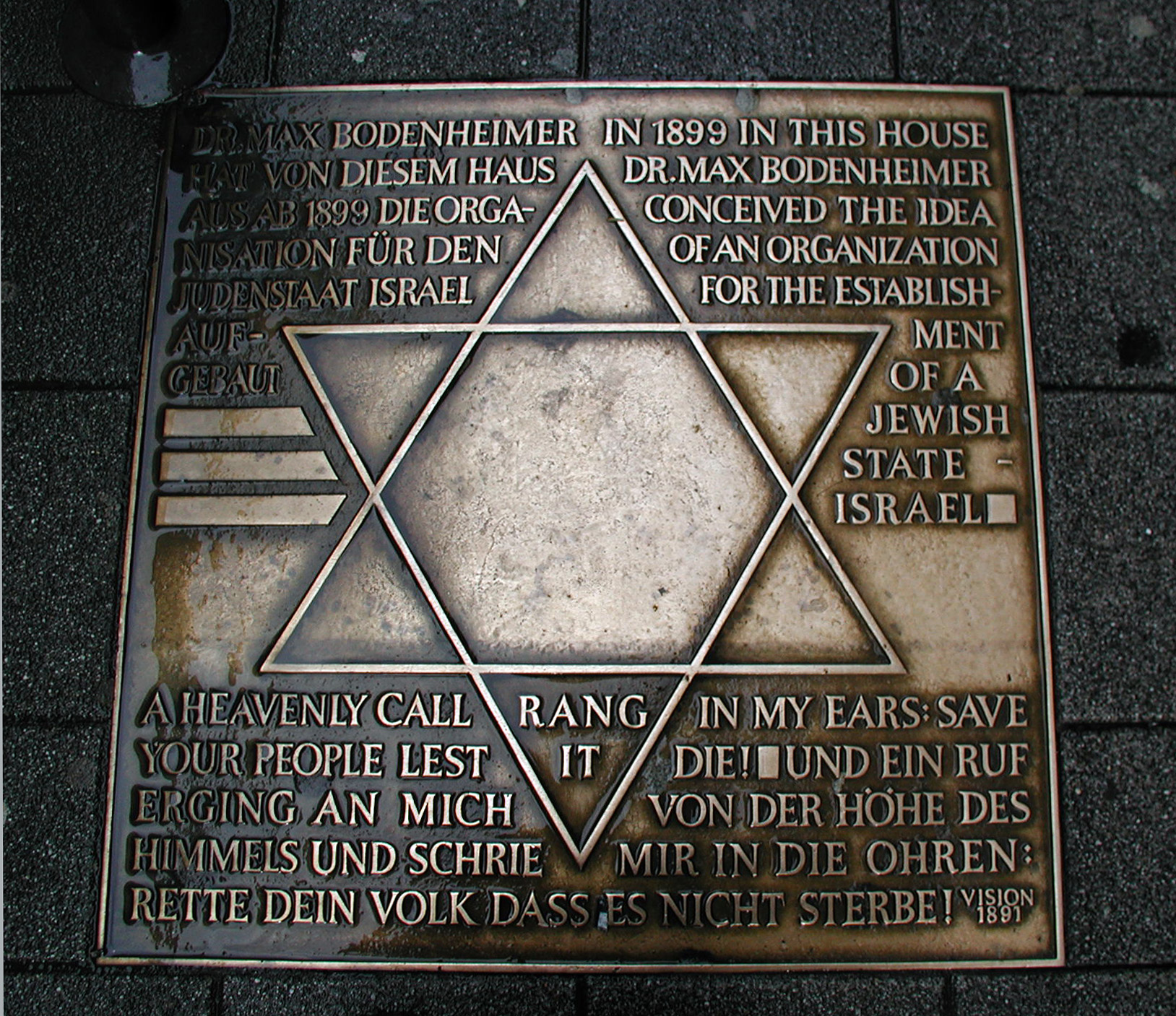
Bodenheimer-Gedenktafel in Köln

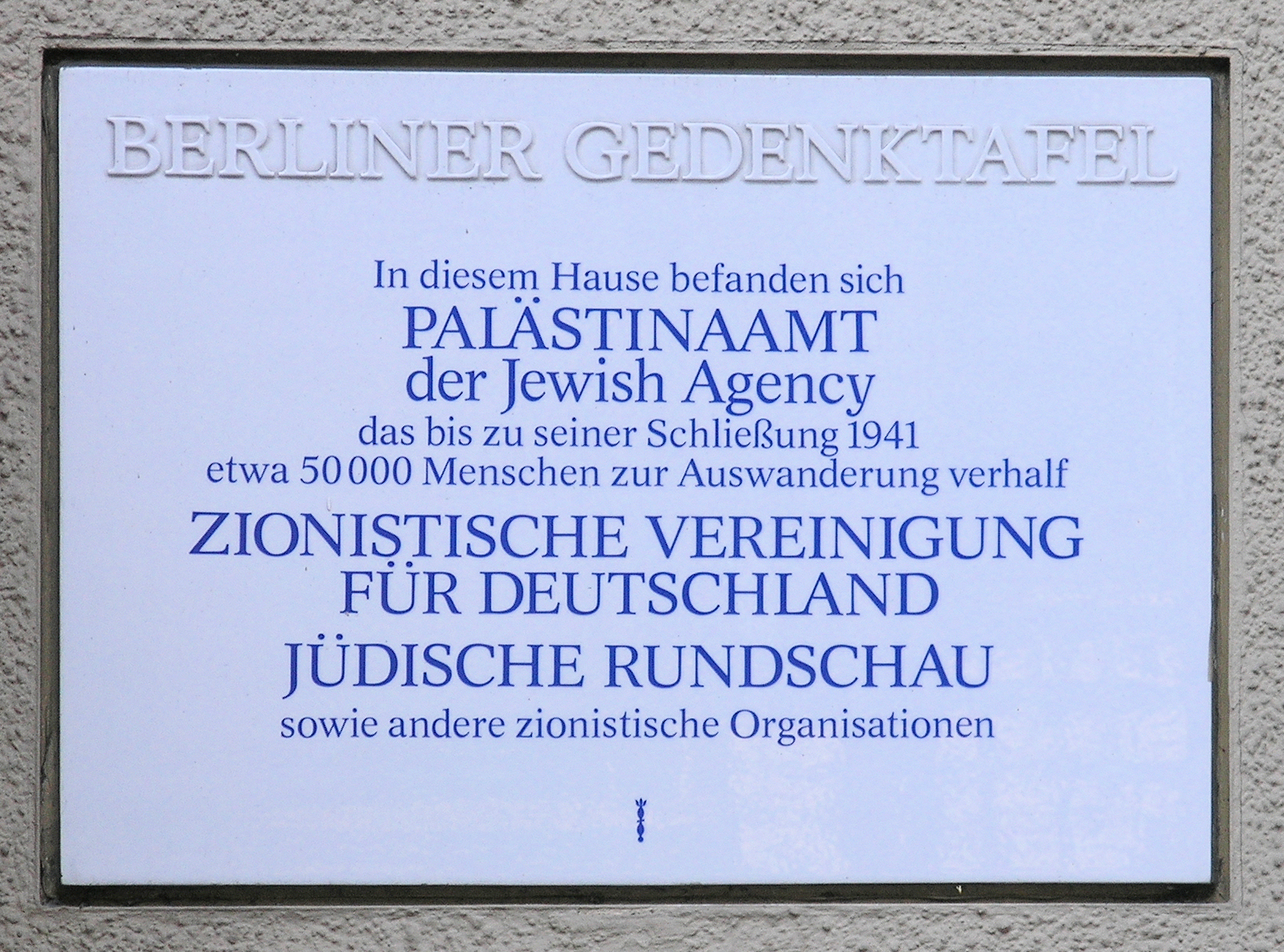
Gedenktafel am Haus Meinekestraße 10, Berlin-Charlottenburg

Die National-Jüdische Vereinigung wurde 1894 in Köln von Max Bodenheimer, Fabius Schach, Moritz Levy, David Wolffsohn und Rahel Apfel gegründet und 1897 in Zionistische Vereinigung für Deutschland (ZVfD) umbenannt. Sie zählte 1914 etwa 10.000 und in den 1920er Jahren etwa 20.000 Mitglieder.
Ihr Veröffentlichungsorgan war zunächst die Zionistische Correspondenz in Deutschland, dann die Jüdische Rundschau. 1919–1920 gab sie darüber hinaus die Mitteilungen der Zionistischen Vereinigung für Deutschland heraus (Berlin, halbmonatlich).
1925 erfolgte eine Abspaltung, des revisionistischen Flügels (deren wichtigster internationaler Vertreter Wladimir Zeev Jabotinsky war), nämlich der Zionistischen Vereinigung, unter Führung von Georg Kareski.
Die Vereinigung unterstützte unter anderem das Ha’avara-Abkommen von 1933 zwischen Nazideutschland und deutschen zionistischen Juden, das deutsche Juden zur Auswanderung nach Palästina ermutigen sollte. Sie lehnte auch den Anti-Nazi-Boykott von 1933 ab, weil sie befürchteten, dass er den Judenboykott in Deutschland verschlimmern könnte.

## Vorsitzende
- 1894–1910: Max I. Bodenheimer
- 1910–1920:  Arthur Hantke
  - Alfred Klee (1914 geschäftsführend?)
- 1920–1923: Felix Rosenblüth
- 1923–1924: Alfred Landsberg
- 1924–1933: Kurt Blumenfeld
  - 1929–1933: Georg Landauer,[4]  Geschäftsführer
- 1933–1937: Siegfried Moses
  - Hans Friedenthal, 1936 geschäftsführender Vorsitzender.[5]
- 1937–1939: Benno Cohn[6] (1894–1975)
  - 1937–1939: Franz Meyer[7] (1897–1972), Geschäftsführer

## Gedenktafeln
Unter anderem in der Kölner Richmodisstraße, einer Seitenstraße des Kölner Neumarktes, erinnert eine Gedenkplatte an die Entstehung der Zionistischen Vereinigung für Deutschland in Köln.